# Xã Marion, Quận Franklin, Nebraska
Xã Marion (tiếng Anh: Marion Township) là một xã thuộc quận Franklin, tiểu bang Nebraska, Hoa Kỳ. Năm 2010, dân số của xã này là 157 người.